# İbrahim Müteferrika
İbrahim Müteferrika – węgierski konwertyta na islam, założył w 1720 roku pierwszą drukarnię w Stambule. Nad przedsięwzięciem tym czuwał i sprawował patronat turecki mąż stanu i późniejszy wielki wezyr Yirmisekizzade Mehmed Said Paşa (zm. 1761).